# Гирленій-де-Сус
Гирленій-де-Сус (рум. Gârlenii de Sus) — село у повіті Бакеу в Румунії. Адміністративний центр комуни Гирлень.
Село розташоване на відстані 252 км на північ від Бухареста, 13 км на північний захід від Бакеу, 82 км на південний захід від Ясс, 143 км на північний схід від Брашова.

## Населення
За даними перепису населення 2002 року у селі проживали 1682 особи.
Національний склад населення села:
| Національність | Кількість осіб | Відсоток |
| -------------- | -------------- | -------- |
| румуни         | 1651           | 98,2%    |
| угорці         | 18             | 1,1%     |
| чанго          | 12             | 0,7%     |

Рідною мовою назвали:
| Мова      | Кількість осіб | Відсоток |
| --------- | -------------- | -------- |
| румунську | 1653           | 98,3%    |
| угорську  | 28             | 1,7%     |